# Teodoro Parsacuteno
Teodoro Parsacuteno (em grego: Θεόδωρος Παρσακουτηνός; romaniz.: Theódoros Parsakoutenos) foi um general bizantino nos anos 960 e sobrinho do imperador Nicéforo II Focas (r. 963–969).

## Vida

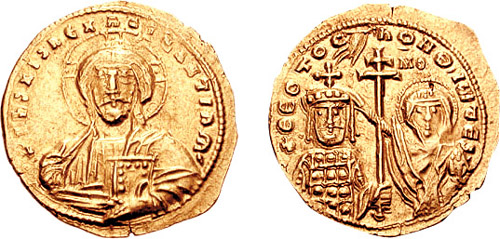
Histameno de João I Tzimisces r.

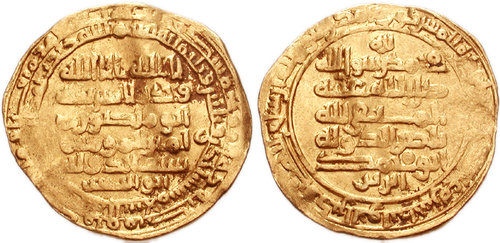
Dinar de ouro de Ceife Adaulá r. e Nácer Adaulá r.

O sobrenome da família (erradamente escrito Παρσακουντηνός (Parsacunteno) em alguns manuscritos) deriva do topônimo Parsácuta (Παρσακούτη - Parsakoúte). Seu pai, Teódulo Parsacuteno, casou-se com uma dama da família Focas, aparentemente uma filha do general Bardas Focas, o Velho, pai do general e futuro imperador Nicéforo II Focas (r. 963–969). Teodoro teve dois irmãos, Bardas e Nicéforo. Como ele portava o nome de seu avô materno, foi provavelmente o segundo a nascer dos três.
Teodoro é mencionado pela primeira vez em 962, no tempo em que manteve o posto de patrício e o posto de estratego de um tema de nome desconhecido. Ele realizou um raide nos domínios hamadânidas em torno de Mambije com uma força de 1 000 (segundo Abu Firas) ou 1 300 homens (segundo ibne Zafir). O governador hamadânida local, Abu Firas, liderou uma força de 70 soldados com a qual derrotou um destacamentos dos homens de Teodoro, recuperando o saque por eles levado, mas em seu retorno para Mambije, Abu Firas foi capturado e levado como prisioneiro para Constantinopla. Teodoro tentou trocar seu prisioneiro, um primo do emir hamadânida de Alepo, Ceife Adaulá, por seu pai e um de seus irmão, capturados em Adata em 954, mas aparentemente sem sucesso até 966, quando Abu Firas e outros cativos árabes foram trocados por bizantinos mantidos pelos hamadânidas.
Logo depois, em dezembro de 962, Nicéforo Focas, então ainda comandante-em-chefe (doméstico das escolas) do exército bizantino avançou sobre Alepo, tomando a cidade baixa mas não a cidadela, que continuou a resistir. Teodoro é talvez associado ao sobrinho de nome incerto de Focas que por iniciativa própria atacou a cidadela, mas foi morto por um soldado dailamita. Quando sua cabeça decepada foi levada para Focas, o último relatadamente decapitou 1 200 prisioneiros árabes. Se ele não foi morto em 962, então talvez participou junto com seus irmãos na fracassada rebelião de seu primo Bardas Focas, o Jovem em 970 contra João I Tzimisces (r. 969–976). Os Parsacutenos tentaram angariar apoio para Focas em Cesareia Mázaca, mas abandonaram-o tão logo o exército imperial sob Bardas Esclero aproximou-se.